# Jerzy Bytnerowicz
Jerzy Bytnerowicz (ur. 5 stycznia 1919 w Poznaniu, zm. 4 stycznia 2002 w Słupsku) – słupski pionier, organizator administracji państwowej i gospodarczej oraz życia kulturalnego w Słupsku. Honorowy Obywatel Miasta Słupska od 1994.

## Życiorys
Do Słupska przybył w 1945. Już w pierwszych dniach pobytu w mieście rozpoczął organizowanie samorządu mieszkańców. Przygotowany przez niego model został upowszechniony w całej Polsce. W latach czterdziestych XX wieku był koordynatorem Zakładu Odgruzowywania Miasta, a następnie sekretarzem Społecznego Komitetu Odbudowy Stolicy i Kraju (przyczynił się do odrestaurowania trzech ważnych obiektów: Zamku Książąt Pomorskich, Nowej Bramy i Teatru Dramatycznego). Dzięki niemu w latach powojennych zawiązała się współpraca między Słupskiem a Łodzią.
Z jego inicjatywy w 1964 powołano Słupskie Towarzystwo Społeczno-Kulturalne (STSK), w którym pełnił funkcję wiceprezesa, o od 1983 prezesa. W 1967 został przewodniczącym Zespołu Organizacyjnego, który w ramach STSK zorganizował Festiwal Pianistyki Polskiej (największa impreza muzyczna o charakterze ogólnopolskim w regionie słupskim). Ponadto Bytnerowicz był współorganizatorem Festiwalu Muzyki Organowej i Kameralnej, Słupskich Koncertów Kameralnych, Oddziału Polskiego Towarzystwa Historycznego w Słupsku. Przez dwie kadencje był prezesem Oddziału Wojewódzkiego Towarzystwa Opieki nad Zabytkami, który powstał dzięki jego staraniom. Organizował Szkołę Muzyczną w Słupsku, współtworzył (1959) i działał w Kole Pierwszych Słupszczan, dzięki niemu odsłonięto w Słupsku pomniki Fryderyka Chopina i Karola Szymanowskiego.
Przez całe życie pełnił wiele funkcji związanych z życiem społecznym Słupska. Był naczelnikiem Wydziału Organizacyjno-Prawnego, dyrektorem Biura Rady Narodowej, radnym MRN (w latach 1979–1984), członkiem prezydium, a następnie pierwszym niezależnym przewodniczącym, który wprowadził do Rady działaczy opozycji demokratycznej.
Za swoją działalność Jerzy Bytnerowicz był wielokrotnie odznaczany, m.in. Krzyżem Komandorskim, Oficerskim i Kawalerskim Orderu Odrodzenia Polski, Orderem Sztandaru Pracy II klasy, Medalem 650-lecia Słupska, Honorową Odznaką Miasta Łodzi oraz Złotą Odznaką Odbudowy Warszawy.
Jest patronem jednej z ulic w Słupsku.
Pochowany na  cmentarzu na Jeżycach w Poznaniu. 